# Julia Köppl
Julia Köppl (* 27. Juli 1991 in Innsbruck) ist eine österreichische Basketballspielerin.

## Leben
Die 1,82 m große Athletin ist Tochter des ehemaligen österreichischen Zweitligaspielers Elmar Köppl. Sie ist in Innsbruck aufgewachsen und besuchte dort nach der Grundschule bis 2009 das Realgymnasium der Ursulinen. Nach dem Abitur studierte sie an der SRG-Hochschule in Innsbruck bis 2010. In New York setzte sie ihr Studium am Dowling College bis 2014 fort.

## Basketball-Karriere
Köppl begann ihre Basketballkarriere bei der Turnerschaft Innsbruck. Sie spielte dort in den Jugendmannschaften des Vereins bis hin zur ersten Mannschaft in der 1. Österreichischen Liga. 2009 wechselte sie nach Deutschland zum TSV 1880 Wasserburg, wo sie in der Reserve in der Regionalliga eingesetzt wurde und auch vier Kurzeinsätze in der Bundesliga erhielt. Mit Wasserburg II verpasste sie 2010 knapp den Aufstieg in die 2. Damen-Basketball-Bundesliga und wechselte zur Saison 2010/2011 nach New York zu der in der East Coast Conference in der NCAA II spielenden Collegemannschaft Dowling Golden Lions. Im Mai 2011 wurde sie zum Rookie der East Coast Conference gewählt. Im Mai 2012 gewann sie mit Dowling die East Coast Conference. 2014 erhielt sie eine „Honorable-Mention“-Auszeichnung der East Coast Conference. Zur Saison 2014/15 wechselte sie zum BC Marburg in die 1. Damen-Basketball-Bundesliga und spielte bis 2017 für die Hessinnen.
Zur Saison 2017/18 wechselte Köppl zu den Sevenoaks Suns nach England. 2018 und 2019 gewann sie mit dem Verein die britische Meisterschaft. Anfang Februar 2021 wechselte sie nach Nördlingen in die deutsche Bundesliga.
Im September 2023 gaben die Oaklands Wolves aus dem englischen St Albans Köppls Verpflichtung bekannt.

## Nationalmannschaft
Julia Köppl durchlief die Jugendnationalmannschaften des österreichischen Basketballverbandes. Mit der österreichischen A-Nationalmannschaft wurde sie 2012 und 2014 Europameisterin der Kleinstaaten (C-Gruppe).